# Tommy Durden
Tommy Durden (rodným jménem Thomas Russell Durden; 15. prosince 1919 Morgan County, Georgie – 17. října 1999 Houghton Lake, Michigan) byl americký kytarista a autor písní. V počátcích své kariéry vystupoval se skupinou Westernaires a počátkem padesátých let hrál s kapelou Smilin' Jack Herring and his Swingbillys. Spolu s Mae Boren Axton napsal hit Elvise Presleyho „Heartbreak Hotel“.
Zemřel v roce 1999 ve svých devětasedmdesáti letech.